# Tamba nigrilinea
Tamba nigrilinea är en fjärilsart som beskrevs av Walker 1869. Tamba nigrilinea ingår i släktet Tamba och familjen nattflyn. Inga underarter finns listade i Catalogue of Life.